# Polittico dell'Agnello Mistico
Il Polittico dell'Agnello Mistico, o Polittico di Gand, è un'opera monumentale di Jan van Eyck (e del misterioso Hubert van Eyck), dipinta tra il 1426 e il 1432 per la cattedrale di San Bavone a Gand, dove si trova tutt'oggi. Si tratta di un polittico apribile composto da dodici pannelli di legno di quercia, otto dei quali sono dipinti anche sul lato posteriore, in maniera da essere visibili quando il polittico è chiuso. La tecnica usata è la pittura a olio e le misure totali sono 258x375 cm da aperto.

## Storia

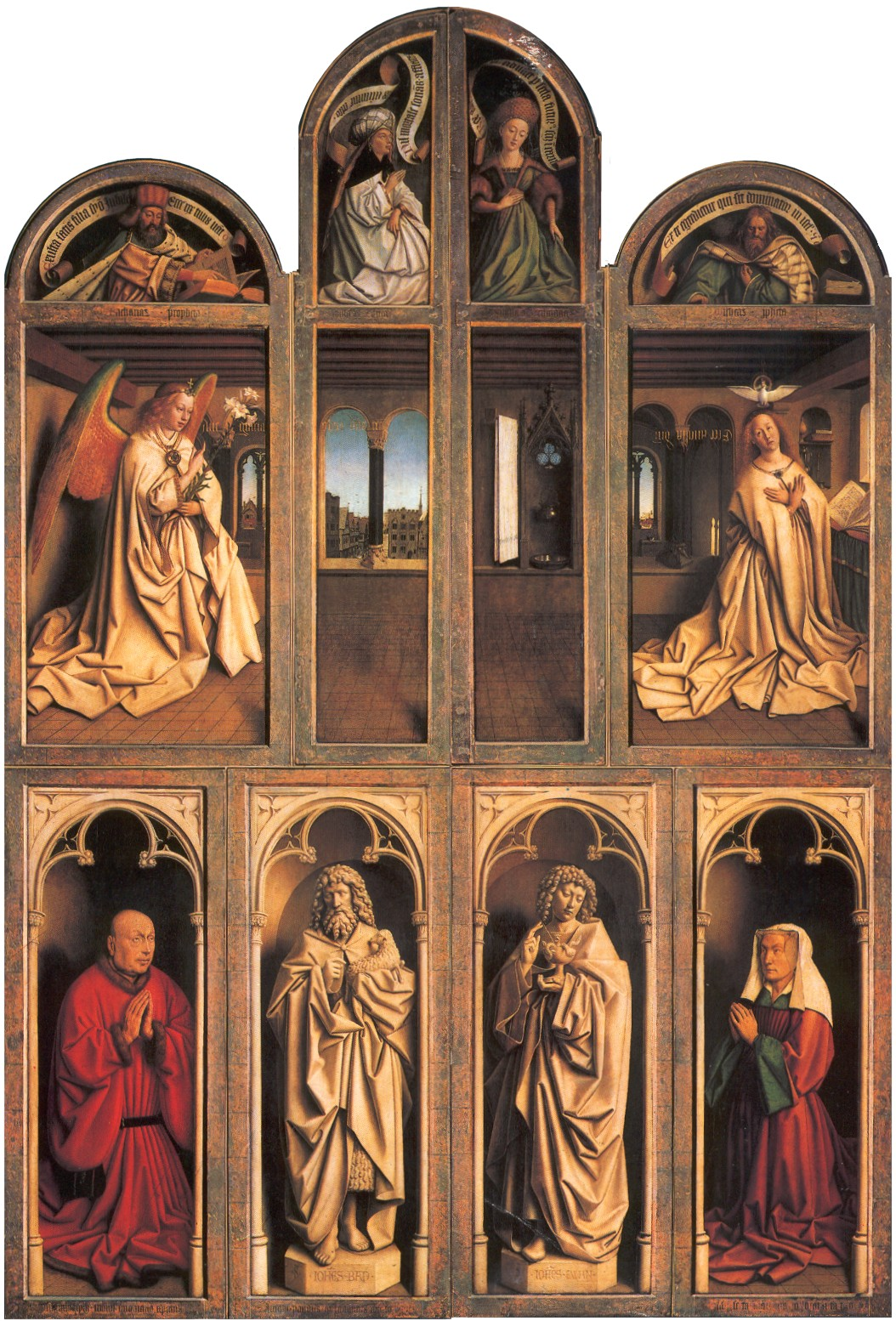
Il polittico chiuso

La maggior parte delle informazioni sul polittico deriva dall'iscrizione sulla cornice e qualche riscontro indiretto. Sull'iscrizione si riporta come fosse stato iniziato dal pittore Hubertus Eyck, "il maggiore mai vissuto", e completato dal fratello Jan, "secondo nell'arte", su incarico di Josse Vijd, che glielo affidò il 6 maggio, mentre alcune lettere in rosso, se lette come cifre romane, compongono la data 1432. Dalla lastra tombale di Hubert, nell'antica abbazia di San Bavone a Gand, si sa che egli morì nel 1426, ma questa figura ha assunto contorni leggendari, nell'impossibilità di distinguere la sua mano "maior quo nemo repertus" da quella di Jan, che invece è ben documentato. La mancanza di opere certe di Hubert ha infatti impedito di trovare risposte soddisfacenti alla questione della sua attribuzione. La critica sembra oggi propensa ad attribuire a Hubert la concezione ed in parte l'esecuzione della tavola con l'Adorazione e delle tre tavole sovrastanti, mentre tutto il resto venne eseguito dal fratello Jan che vi lavorò a fasi alterne; ciò spiegherebbe l'evidente carattere di disomogeneità tra i vari scomparti, che per essere pienamente apprezzati devono essere analizzati singolarmente.
La collocazione nell'angusta cappella di Josse Vijd non era forse il luogo di destinazione originario e secondo alcuni studiosi, tra cui Erwin Panofsky, come suggerirebbero le discrepanze compositive la pala venne acquistata dal Vijd solo quando era completata per metà, facendo adattare quello che era stato pensato per un altro committente e un'altra collocazione.
Dürer, dopo il suo viaggio nelle Fiandre, descrisse l'opera come «immensamente preziosa e stupendamente bella».
Il polittico, sebbene oggi si trovi nello stesso luogo per cui venne dipinto, ha subito nel tempo varie vicissitudini. Smontato e spostato più volte, nel 1781 vennero spostati in sagrestia i "troppo conturbanti" nudi di Adamo ed Eva.
Nel 1816 i pannelli laterali vennero comprati dal collezionista inglese Edward Solly, residente in Germania, e poi alienati al re di Prussia, finendo a far parte delle collezioni dell'Altes Museum alla sua apertura nel 1830. Durante la prima guerra mondiale altri pannelli vennero spostati dalla cattedrale di Gand per sicurezza, ma con il trattato di Versailles tutti gli scomparti, anche quelli legalmente acquistati da Solly, vennero restituiti per contribuire al risarcimento che la Germania doveva versare agli stati vittoriosi, e in parziale compensazione per i danni inflitti al Belgio in guerra, venendo a ricomporre l'insieme del polittico in San Bavone.
Nel 1934 il pannello raffigurante i Giudici Integri (in basso a sinistra sul recto) fu trafugato e mai più ritrovato. Quello che si vede oggi è una copia moderna. Albert Camus ne La caduta immagina che sia custodito ad Amsterdam in casa del protagonista, Clamence.
Con l'inizio del nuovo conflitto, nel 1940, il Belgio decise di inviare in via preventiva il polittico in Vaticano, dove sarebbe stato al sicuro, ma durante il trasporto arrivò la notizia della sigla del Patto tripartito per cui il polittico venne provvisoriamente ricoverato in un museo locale a Pau, sui Pirenei francesi. Nel 1942 il dipinto venne sequestrato da Hitler e destinato al suo mai realizzato museo di Linz, anche se poi, per ragioni di sicurezza, venne nascosto in una miniera di sale. Ritrovato dalla spedizione del programma Monuments, Fine Arts, and Archives, fu restituito al Belgio alla fine della guerra, durante una cerimonia tenuta al Palazzo Reale di Bruxelles. Nessuna rappresentanza francese venne invitata alla cerimonia per la mancata opposizione dell'amministrazione della Repubblica di Vichy al sequestro del dipinto da parte dei tedeschi. La vicenda viene narrata nel film del 2014 Monuments Men di George Clooney.
Il polittico venne interamente restaurato all'inizio degli anni cinquanta a Bruxelles. Negli anni ottanta si decise di alloggiarlo in una teca blindata e climatizzata lasciandolo sempre aperto (fino ad allora veniva aperto e chiuso dal sagrestano innumerevoli volte per mostrarlo ai visitatori). Ma nel 2010-2011 una apposita commissione, dopo una serie di analisi, ha deciso la necessità di un nuovo restauro necessario soprattutto per rimuovere le vernici alterate e rendere più stabile l'opera, per altro ben conservata considerandone l'età e le vicissitudini subite, e successivamente di studiarne una migliore collocazione all'interno della chiesa.
Il restauro, effettuato nel Museo di Belle arti di Gand lavorando su un pannello alla volta, viene progressivamente documentato sul sito closertovaneyck.kikirpa.be. Nell'ottobre 2016 i pannelli laterali, restaurati, sono tornati a San Bavone. Il restauro della parte centrale è terminato agli inizi del 2020. Il primo febbraio si è inaugurata presso il Museo di Belle Arti di Gent la mostra "Van Eyck - An Optical Revolution", la più grande mostra monografica mai realizzata sul pittore.

## Descrizione

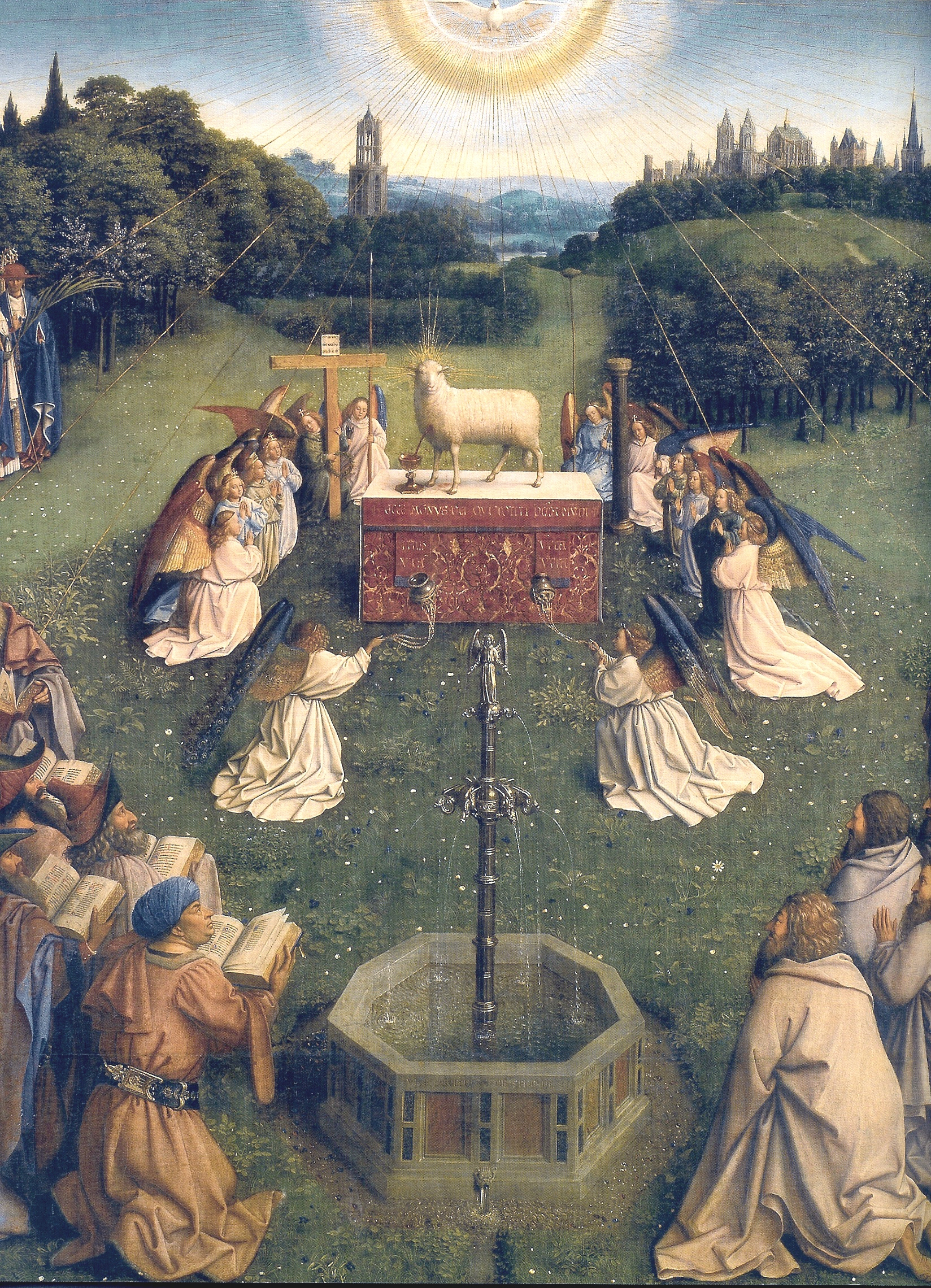
Adorazione dell'Agnello (dettaglio).

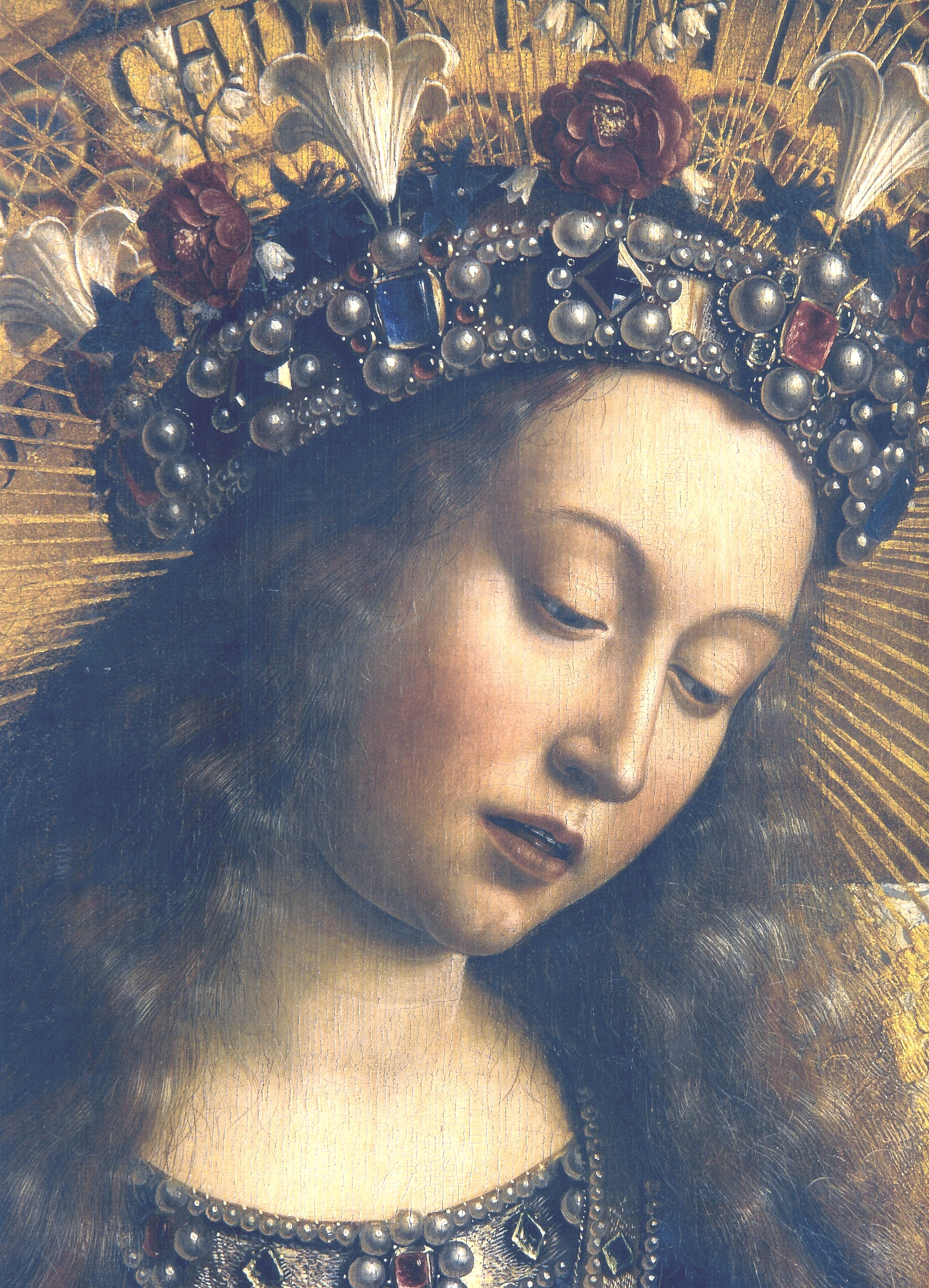
La Vergine Maria (dettaglio).

Il polittico è costituito da 12 pannelli, disposti su due registri, uno superiore e uno inferiore. Il tema iconografico del polittico è probabilmente quello della Redenzione, con un prologo terreno (gli sportelli esterni) e la conclusione nelle scene dei beati in paradiso nei pannelli interni.

### Registro inferiore
Il registro inferiore mostra al centro il grande pannello dell'Adorazione dell'Agnello mistico, dove in un ampio paesaggio si trova su una collinetta l'altare con l'Agnello simbolo di Cristo, adorato da una schiera di angeli, mentre la colomba dello Spirito Santo irradia i raggi solari della Grazia divina, sotto l'altare si vede la Fontana della Vita ed attorno ad essa ed all'altare si trovano quattro fitti gruppi di adoratori: a sinistra in basso i pagani e gli scrittori ebrei, a destra i papi e i santi uomini; in alto spuntano invece i gruppi dei martiri uomini a sinistra (con in prima fila gli appartenenti al clero) e le martiri a destra. L'adorazione dell'Agnello si svolge nel lussureggiante giardino del Paradiso, sullo sfondo delle torri e delle guglie della Gerusalemme celeste. Alcuni degli angeli adoranti che circondano l'altare reggono i simboli della Passione di Cristo: croce, corona di spine, lancia, colonna della flagellazione, canna con la spugna intrisa di aceto. L'impostazione di questo pannello è di sapore più arcaico, con gruppi sovrapposti su un unico piano ascendente, al posto di disposizioni più naturali e conformi alla natura del paesaggio, come negli altri sportelli; per questo la scena è attribuita di solito a Hubert.
Ai lati di questo grande pannello centrale si trovano due scomparti per lato con altri gruppi di adoratori, composto in un paesaggio che riprende spazialmente lo sfondo del pannello centrale. Da sinistra si incontrano: i Buoni Giudici, i Cavalieri di Cristo, poi gli Eremiti e i Pellegrini. Il numero quattro richiama i quattro angoli della Terra, da cui proverrebbero i santi e beati venuti ad adorare l'Agnello.
Quando il polittico è chiuso su questo registro si trovano dipinte le statue viventi di San Giovanni Battista e San Giovanni Evangelista, in grisaglia, mentre ai lati si trovano i due committenti inginocchiati, Joos Vijdt e Lysbette Borluut.

### Registro superiore
Il pannello centrale del registro superiore, di altezza maggiore, mostra una figura maschile barbuta, assisa su un grande trono, coronato da archi a tutto sesto che riflettono la forma tradizionale dei polittici gotici, divisi in pannelli cuspidati, con scettro e in testa una tiara. Questa figura è oggetto di varie interpretazioni, per alcuni studiosi rappresenta Dio Padre, per altri Cristo Re e una terza interpretazione ne vedrebbe rappresentata la Trinità. Accanto a lui, sullo stesso pannello ma divisi da cornici, si trovano la Vergine Maria e Giovanni Battista, secondo la tipica iconografia della deesis. Anche queste figure sono attribuite a Hubert, per via dei panneggi abbondanti e rigidi, a fronte di fondi appiattiti, anche se alcuni attribuiscono la stesura del colore a Jan.
I due pannelli laterali successivi, con la forma ad arco che copre esattamente i troni laterali, mostrano due gruppi di angeli, a sinistra gli angeli cantori e a destra quelli musicanti. Infine gli ultimi due pannelli, a forma di semilunette, riportano Adamo ed Eva nudi entro nicchie dipinte, sormontati da due scene dipinte a grisaille del Sacrificio di Caino e Abele e dell'Uccisione di Abele. Adamo ed Eva sono le figure di congiunzione tra esterno e interno, poiché essi sono i responsabili della venuta del Redentore, per lavare le colpe del Peccato originale.
Sul retro delle ante, che si vedono quando il polittico è chiuso, si trova l'Annunciazione, che si svolge in una stanza architettonicamente definita con precisione, e nelle lunette due profeti (ai lati) Zaccaria e Michea e due sibille (nelle semilunette centrali). La stanza dell'Annunciazione, ancorché fuori scala rispetto alle figure che la abitano, è resa realisticamente grazie all'uso dell'unificazione spaziale di tutto il registro superiore, tramite linee ortogonali convergenti e tramite la presenza uniforme della luce sulle varie superfici. Grandissimo virtuosismo illusionistico è la proiezione delle ombre dei montanti dei pannelli sul pavimento della stanza, calibrata secondo la luce della finestra che naturalmente illumina la cappella.

## Stile

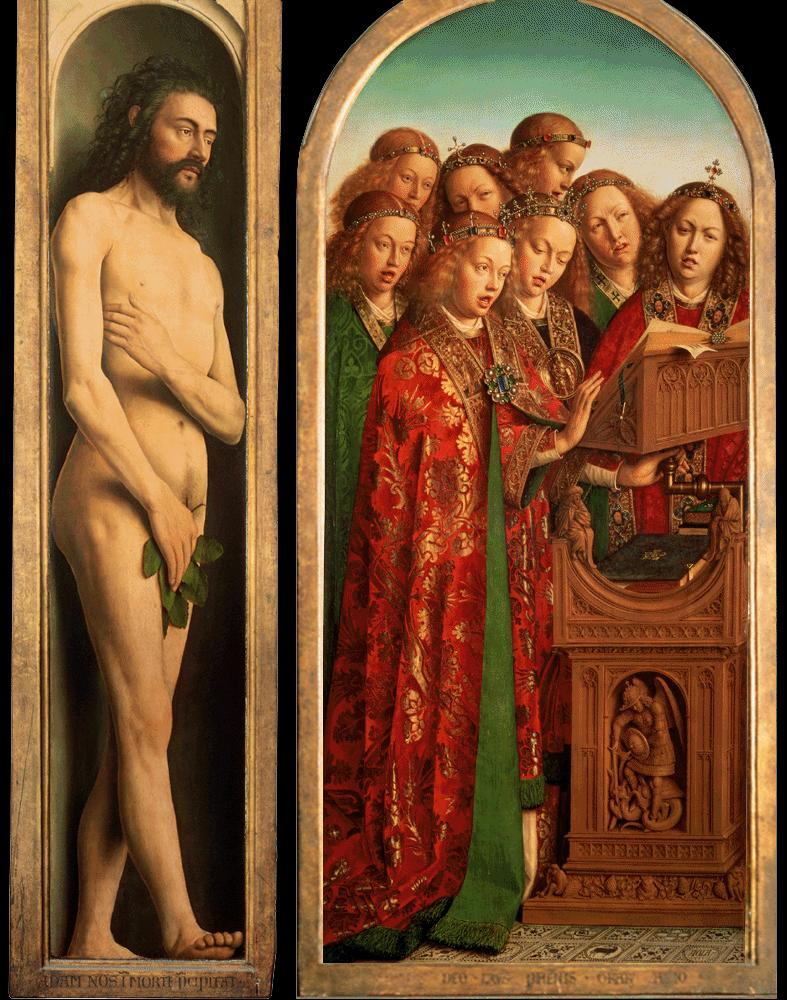
Adamo e Coro angelico.

In quest'opera compaiono quelli che divennero i caratteri tipici della pittura di Van Eyck: naturalismo analitico, uso di colori luminosi, cura per la resa del paesaggio e grande lirismo, tutti elementi che si ripresenteranno anche nei dipinti eseguiti a pochi anni di distanza dal polittico di Gand.
Non è chiara la ragione per cui nei pannelli si usino scale di rappresentazione diverse, in particolare, nel lato interno, tra registro superiore e inferiore. La solenne monumentalità delle figure superiori contrasta con i paesaggi distesi e brulicanti di figure in azione nella parte inferiore, che farebbe quasi pensare a una monumentale predella.
Nel complesso comunque non si può parlare di disomogeneità eccessivamente marcate, infatti i colori, la luce e le composizioni spaziali risultano nel complesso sufficientemente unificate e l'altissima qualità pittorica del polittico mette in secondo piano anche i problemi attributivi.
La tecnica del colore a olio, perfezionata proprio da Van Eyck e ripresa dai suoi seguaci, permise la creazione di effetti di luce e di resa delle superfici mai viste prima grazie a successive velature, cioè strati di colore traslucidi e trasparenti, che rendevano le figure brillanti e lucide, permettendo di definire la diversa consistenza delle superfici fin nei più minuti particolari. La luce fredda e analitica è l'elemento che unifica e rende solenne e immobile tutta la scena, delineando in maniera "non selettiva" sia l'infinitamente piccolo che l'infinitamente grande. Vengono sfruttate più fonti luminose, che moltiplicano le ombre e i riflessi, permettendo di definire con acutezza le diverse superfici: dai tessuti ai gioielli, dal cielo terso alle 42 specie di piante identificate dai botanici.
In quest'opera, e nelle opere fiamminghe in generale, lo spettatore è incluso illusoriamente nello spazio della rappresentazione, tramite alcuni accorgimenti quali l'uso di una linea dell'orizzonte più alta, che fa sembrare l'ambiente "avvolgente", come se fosse in procinto di rovesciarsi su chi guarda.